# گمینا یژوژانه
گمینا یژوژانه (به لهستانی:  Gmina Jeziorzany) یک گمینا در لهستان است که در شهرستان لوبارتوف واقع شده‌است. گمینا یژوژانه ۶۶٫۶۳ کیلومتر مربع مساحت و ۲٬۸۵۶ نفر جمعیت دارد.